# ブラックホール研究の年表
 ブラックホール研究の年表（ブラックホールけんきゅうのねんぴょう）は、ブラックホールの研究に関する年表である。

## 年表
- 1916年 - カール・シュヴァルツシルトが非回転非荷電球対称なアインシュタインの場の方程式を解く。
- 1917年 - ポール・エーレンフェストが三次元空間での条件付の原理を与えた。
- 1918年 - Hans ReissnerとGunnar Nordströmが非回転球対称の荷電しているアインシュタイン-マックスウェル方程式を解いた。
- 1918年 - Friedrich Kottlerがアインシュタインの場の方程式を用いずにシュヴァルツシルト解を得た。
- 1923年 - ジョージ・デビット・バーコフがアインシュタインの場の方程式の解のシュヴァルツシルト計量が唯一の球対称な解であることを示した。
- 1939年 - ロバート・オッペンハイマーとハートランド・スナイダーw:Hartland Snyderが重力崩壊での均等な流動面を計算し、それ自身が他の宇宙と情報伝達から切り離されることを発見した。
- 1963年 - ロイ・カーは非荷電回転対称な系についてアインシュタインの場の方程式を解いた。
- 1964年 - ロジャー・ペンローズは内部へ向かって崩壊する星は一度は特異点を生み出すことが必要で、それは事象の地平線を作ることを証明した。
- 1965年 - w:Ezra T. Newman, E. Couch, K. Chinnapared, A. Exton, A. Prakash, そして Robert Torrenceは帯電した回転している場合についてのアインシュタイン-マックスウェル方程式を解いた。
- 1967年 - w:Werner Israelはロンドンのキングス・カレッジ・ロンドンでブラックホール脱毛定理の証明を出した。
- 1967年 - ジョン・ホイーラーがブラックホールという言葉を作る。
- 1968年 - w:Brandon Carterがハミルトン-ヤコビ理論を用いてカーブラックホールの外場での荷電粒子の一次についての運動方程式を導出した。
- 1969年 - ロジャー・ペンローズがペンローズ過程(w:Penrose process)によりカーブラックホールからスピンエネルギーを得ることについて議論した。
- 1969年 - ロジャー・ペンローズが宇宙検閲官仮説を提案した。
- 1971年 - はくちょう座X-1/HDE 226868がブラックホール連星の候補となる。
- 1972年 - スティーヴン・ホーキングが古典的なブラックホールの事象の地平線の面積は減少しないことを証明した。
- 1972年 - w:James M. Bardeen,Brandon Carter,とスティーヴン・ホーキングは熱力学の法則からの類推からブラックホールに対して4つの法則を提案した。
- 1972年 - ヤコブ・ベッケンシュタインがブラックホールが情報を失う効果により表面に比例するエントロピーをもつことを指摘した。
- 1974年 - スティーヴン・ホーキングはブラックホール時空に場の量子論を適用し、そしてブラックホールは黒体スペクトルにしたがって粒子を放射し(ホーキング輻射)、ブラックホールの蒸発が起こりえる可能性を示した。
- 1989年 - GS2023+338/V404 はくちょう座がブラックホール候補天体となる。
- 1996年 - w:Andrew Stromingerとカムラン・ヴァッファが弦理論を使ってブラックホールのエントロピーを計算したところ、スティーヴン・ホーキングとヤコブ・ベッケンシュタインと同じ答えを得た。
- 2002年 - w:Max Planck Institute for Extraterrestrial Physicsの物理学者によりいて座A*が天の川銀河の巨大ブラックホールであるという仮説を強く支持する証拠が示された。
- 2002年 - NASAのチャンドラ衛星によりw:NGC 6240で衝突をしているブラックホールを特定した。
- 2004年 - 量子力学とひも理論の計算からブラックホールからの情報漏洩が可能であることが示唆された。ひも理論でのブラックホール模型は特異点の考えに対して疑問を投げかけた。w:Fuzzball (string theory)を参照。
- 2004年 - カリフォルニア大学ロサンゼルス校のより進んだ観測によりいて座A*がブラックホールである強い証拠が得られた